# أوليسيس ساوسيدو
أوليسيس ساوسيدو (بالإسبانية: Ulises Saucedo)‏
(3 مارس 1896 – 21 نوفمبر 1963)  أول مدرب كرة قدم بوليفي في بطولة كأس العالم الأولى التي أقيمت في الأوروغواي سنة 1930 كما اشتهر بكونه قد قام بتحكيم عدة مباريات في نفس البطولة.
شارك في البطولة 15 حكم وهم 4 أوروبيون (فرنسي ، روماني ، بلجيكيين) و11 حكم أمريكي من بينهم 6 من الأوروغواي.
اشترك ساوسيدو مع الروماني كونستانتين رادوليسكو بكونهما قادا منتخبي بلادهما وقاما أيضا بتحكيم عدة مباريات.
جذب حكمان الانتباه وهما البرازيلي ألميدا ريغو الذي قام بتحكيم مباراة الأرجنتين و فرنسا وأنهاها قبل نهايتها بست دقائق وكذلك ساوسيدو الذي قام بتحكيم مباراة الأرجنتين و المكسيك وقد احتسب 3 ركلات جزاء وانتهت بفوز الأرجنتين 6-3 .
سيرته التدريبية لم تكن لافتة حيث قاد منتخب بلاده للخسارة بنفس النتيجة 0-4 من يوغوسلافيا و البرازيل . يذكر أن لاعبي منتخب بوليفيا والبرازيل كانا يلبسان نفس لون اللباس وبعد نهاية الشوط الأول قرر البوليفيين تغيير قميصهم 

## روابط خارجية
- أوليسيس ساوسيدو على موقع Soccerway.com (الإنجليزية)